# Броненосці типу «Свіфтшюр» (1870)
Броненосці типу «Свіфтшюр» (1870) — два казематні броненосці ВМС Великої Британії другої половини 19-го століття.

## Конструкція
Броненосці типу «Свіфтшюр», закладені у 1868 році, були багато в чому ідентичні попередньому типу, броненосцям типу«Одейшес». Вони так само призначались для служби в колоніях, в основному на Далекому Сході.
Водотоннажність кораблів була збільшена на 600 т. Осадка у 7,6 м забезпечувала хороші ходові якості.
Артилерійське озброєння, бронювання та вітрильне оснащення залишилось таке, як і в попередників.

## Представники
| Корабель                 | Будівник                                       | Закладений          | Спущений на воду     | Вступив у стрій     | Доля корабля           |
| ------------------------ | ---------------------------------------------- | ------------------- | -------------------- | ------------------- | ---------------------- |
| «Свіфтшюр» HMS Swiftsure | Palmers Shipbuilding and Iron Company, Джарроу | 31 серпня 1868 року | 15 червня 1870 року  | 27 червня 1872 року | Розібраний у 1908 році |
| «Траємф» HMS Triumph     | Palmers Shipbuilding and Iron Company, Джарроу | 31 серпня 1868 року | 27 вересня 1870 року | 8 квітня 1873 року  | Розібраний у 1921 році |